# Городокский сельсовет (Минская область)
Городо́кский сельсовет (бел. Гарадо́цкі сельсавет) — административная единица на территории Молодечненского района Минской области Республики Беларусь. Административный центр — агрогородок Городок.

## История
12 октября 1940 года сельсовет был образован в составе Радошковичского района Вилейской области БССР.
С 20 сентября 1944 года административная единица находилась в составе Молодечненской области.
16 июля 1954 года к сельсовету была присоединена территория упразднённых Белевского и Пранчейковского сельсоветов.
С 20 января 1960 года сельсовет входил в состав Молодечненского района Минской области.
9 августа 1960 года в состав Холхловского сельсовета были переданы 9 населённых пунктов: Бобры, Волчки, Дорохи, Дроваши, Кулеши, Прончейково, Чернево, Черневшина и Шалыги.
В 1973 году были упразднены деревни Довцевичи (вошла в состав деревни Городок), Перовщина (слилась с деревней Белево), Кашина и Кукели (обе — с деревней Токаревщина).
В 1974 году прекращено существование хуторов Битейки, Костоломщина, Коптевщина и Яновщина.
24 мая 2000 года 7 деревень (Бальцеры, Кривенки, Кухари, Русалишки, Старинки, Сысуны, Токаревщина) были переданы в Олехновичский сельсовет.
28 июня 2013 года в состав сельсовета включены часть населённых пунктов упразднённого Холхловского сельсовета: Бобры, Волчки, Дроваши, Дорохи, Деразки, Ермаки, Каменщина, Красноармейская, Кулеши, Прончейково, Селевцы, Чернево, Черневшина, Шалыги.

## Состав
Городокский сельсовет включает 33 населённых пункта:
- Александрово — деревня.
- Белево — деревня.
- Бобры — деревня.
- Васьковцы — деревня.
- Волчки — деревня.
- Выдричи — деревня.
- Гостилы — деревня.
- Гердутишки — деревня.
- Городок — агрогородок.
- Гудовщина — деревня.
- Деразки — деревня.
- Дорохи — деревня.
- Дроваши — деревня.
- Ермаки — деревня.
- Каменщина — деревня.
- Килтовцы — деревня.
- Кичино — деревня.
- Красноармейская — деревня.
- Кулеши — деревня.
- Мурзы — деревня.
- Огородники — деревня.
- Петровщина — деревня.
- Пожарище — деревня.
- Порадовщина — деревня.
- Прончейково — деревня.
- Селевцы — деревня.
- Семерники — деревня.
- Тучино — деревня.
- Чернево — деревня.
- Черневшина — деревня.
- Шалыги — деревня.